# Kunstsammlung Nordrhein-Westfalen

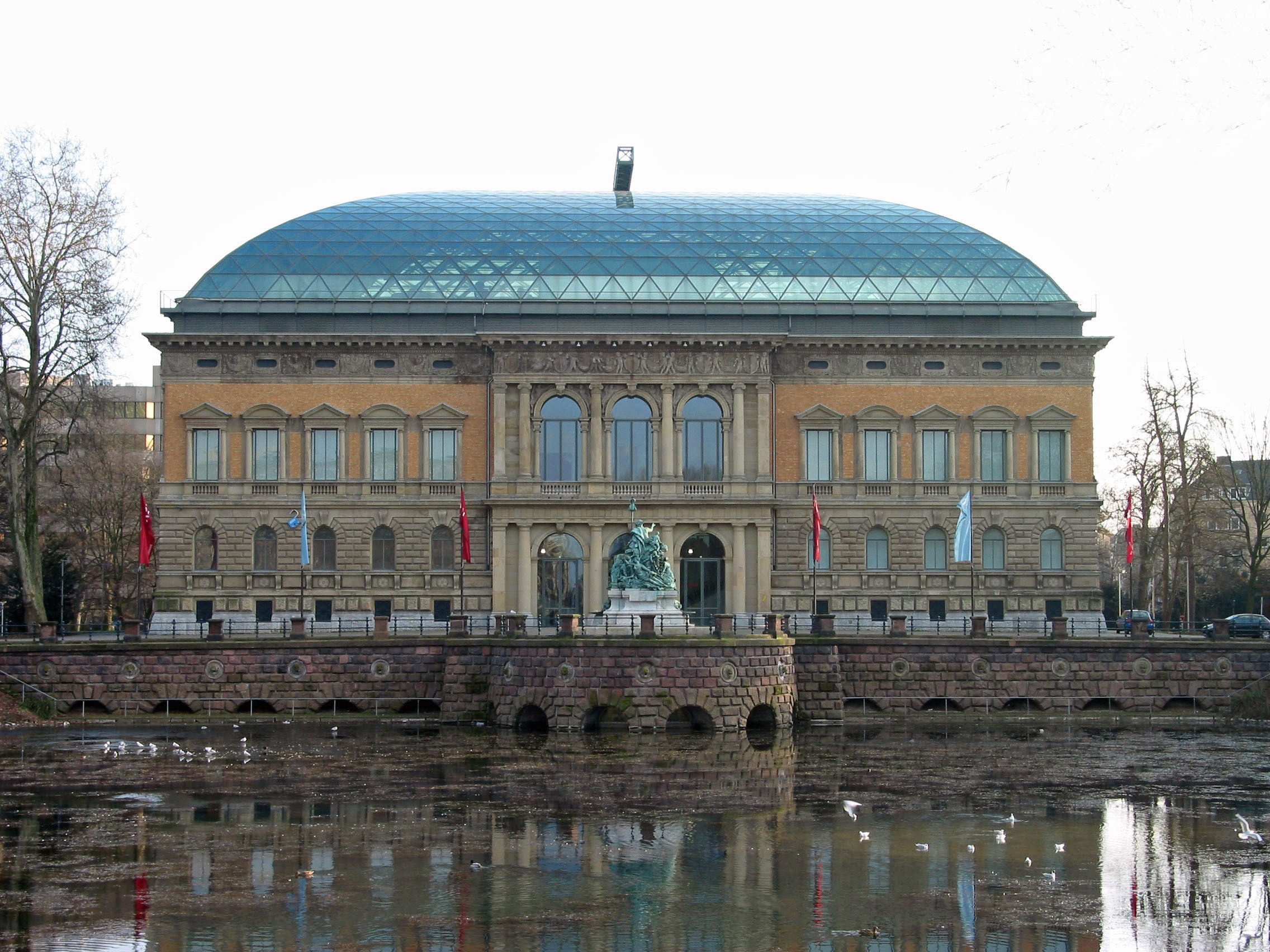
La sede del K21

La Kunstsammlung Nordrhein-Westfalen è un museo d'arte moderna e contemporanea internazionale; si trova  a Düsseldorf, in Germania, in Grabbeplatz 5.
Il museo ha due sedi, denominate K20 e K21: il K20, la cui collezione si compone di opere d'arte occidentale e statunitense, è affacciato sulla Grabbeplatz di fronte alla Staatliche Kunsthalle ed al Kunstverein mentre il K21, la cui collezione è centralizzata su opere successive al 1960, si trova nei pressi di Ständehaus. Espone opere di Paul Klee, Henri Matisse, Pablo Picasso, Vassily Kandinsky, Joan Miró, Georges Braque, Fernand Léger, Juan Gris, Marc Chagall, Oskar Kokoschka, Alexej Jawlensky, Carlo Carrà, Giorgio de Chirico, Jean Arp e altri.

## La sede
Le due sedi sono caratterizzate dalla loro complementarità: mentre il K20 ha una struttura contemporanea (è frutto della realizzazione di un progetto del 1986 dello studio di architettura Dissing + Weitling), con linee modulari ondulate che conferiscono alla struttura dinamicità, il K21 ha sede in un antico palazzo barocco della città.

## La storia
La collezione si caratterizza per le numerose tele di Paul Klee, il cui acquisto risale al 1960.

## Le opere maggiori
Marc Chagall
- Il violinista, 1911

Vasily Kandinsky
- Composizione X, 1938-1939